# نواه شميت
نواه شميت (بالألمانية: Noah Schmitt)‏ هو لاعب كرة قدم ألماني، ولد في 20 سبتمبر 1999 في فرانكفورت في ألمانيا. لعب مع آينتراخت فرانكفورت.

## وصلات خارجية
- نواه شميت على موقع قاعدة بيانات كرة القدم.إي يو (الإنجليزية)
- نواه شميت على موقع عالم كرة القدم.نت (الإنجليزية)